# André De Vanny
André Guy Foreman De Vanny (Melbourne, 14 settembre 1984) è un attore e doppiatore australiano.

## Filmografia

### Attore

#### Cinema
- Hating Alison Ashley, regia di Geoff Bennett (2005)
- Under a Red Moon, regia di Leigh Sheehan (2008)

#### Televisione
- MDA – serie TV, episodio 2x10 (2003)
- Blue Heelers - Poliziotti con il cuore (Blue Heelers) – serie TV, episodio 10x37 (2003)
- Salem's Lot – miniserie TV (2004)
- Geni per caso (Wicked Science) – serie TV, 52 episodi (2004-2006)
- Hercules – miniserie TV (2005)
- Incubi e Deliri (Nightmares and Dreamscapes: From the Stories of Stephen King) – miniserie TV (2006)
- Canal Road – serie TV, episodio 1x11 (2008)
- Rush – serie TV, episodio 2x20 (2009)
- The Pacific – miniserie TV (2010)
- City Homicide – serie TV, episodi 5x5-5x6 (2011)
- Killing Time – serie TV, episodio 1x03 (2011)
- The Flamin' Thongs – serie TV, 23 episodi (2014)
- Bay of Fires - serie tv (2023)

#### Cortometraggi
- Swing, regia di Sam Holst – corto (2005)
- Nice Shootin' Cowboy, regia di Ben Phelps – corto (2008)
- Fallout, regia di Nicholas Colla – corto (2010)
- Run, regia di Ben Ryan – corto (2011)

### Webserie
- GiGi TV Show 2 - Gli anni d'oro, regia di Luigi Addate (2023) - 4º episodio

### Doppiatore
- Li'l Larikkins – serie TV, 3 episodi (2010)
- Dogstar – serie TV, episodi 2x10-2x23-2x25 (2011)

## Doppiatori italiani
- Alessio De Filippis in Geni per caso